# 부케 가르니

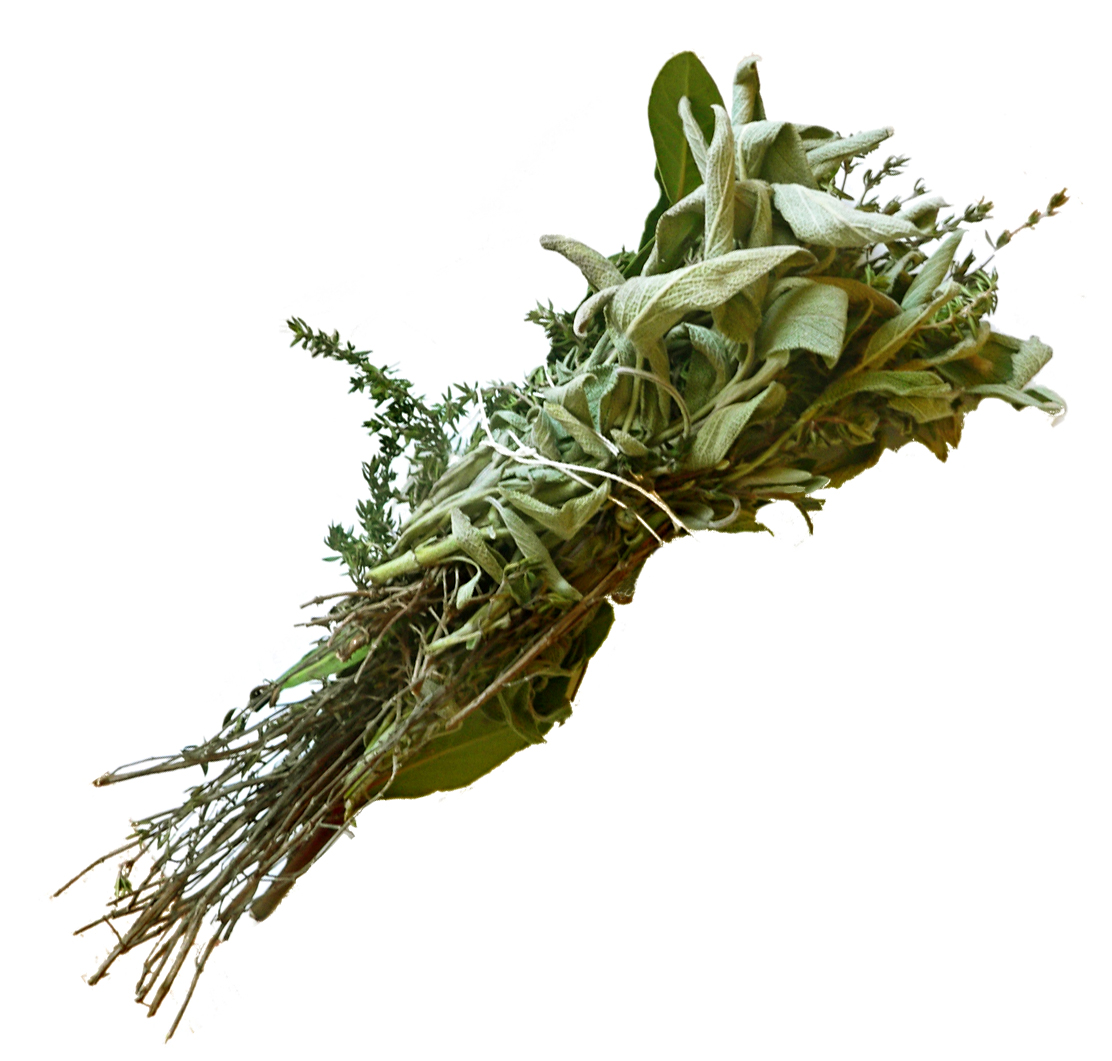

부케 가르니(Bouquet garni, 프랑스어로 "장식된 꽃다발"을 의미, [bukɛ ɡaʁni]로 발음)는 일반적으로 끈으로 묶인 허브 묶음으로 주로 국, 육수, 캐서롤 및 다양한 스튜를 준비하는 데 사용된다. 부케는 다른 재료와 함께 조리된 후 섭취 전에 제거된다. 부케 가르니에 남은 액체는 짜서 접시에 담을 수 있다.
부케 가르니의 표준 요리법은 없지만 대부분의 프랑스 요리법에는 백리향, 월계수잎, 파슬리가 포함된다. 또한 바질, 오이풀, 처빌, 로즈메리, 후추 열매, 세이보리, 타라곤이 포함될 수도 있다. 당근, 셀러리(잎 또는 잎자루), 셀러리악, 리크, 양파, 파슬리 뿌리와 같은 야채가 부케에 포함되는 경우도 있다.
때로는 부케를 끈으로 묶지 않고 대신 작은 봉지, 셀러리 줄기 조각, 그물 또는 차 여과기에 재료를 채운다. 전통적으로 향료는 부추 잎 안에 묶여 있지만 정육점 끈으로 묶인 무명천, 모슬린 또는 커피 필터를 사용할 수 있다.

## 요리에서의 활용
- 뵈프 부르기뇽
- 블랑케트
- 부야베스
- 카술레
- 코코뱅
- 양파 수프
- 오소부코
- 포토푀